# Edwin McMillan
Edwin McMillan   (Redondo Beach, 18 de setembre de 1907 - El Cerrito, 7 de setembre de 1991) Edwin Mattison McMillan fou un químic i professor universitari estatunidenc guardonat amb el Premi Nobel de Química l'any 1951.

## Biografia
Va néixer el 18 de setembre, 1907 a la ciutat de Redondo Beach, situada a l'estat nord-americà de Califòrnia. Va estudiar química a l'Institut Tecnològic de Califòrnia, on es llicencià el 1928. Posteriorment amplià estudis a la Universitat de Princeton, on es doctorà l'any 1932. El mateix any fou nomenat professor de química a la Universitat de Berkeley, sent nomenat director del Laboratori de Radiació de la mateixa universitat l'any 1934, càrrec que ocupà fins al 1973.
McMillan morí el 7 de setembre, 1991 a la ciutat d'El Cerrito, situada a l'estat de Califòrnia.

## Recerca científica
L'any 1940, al costat de Philip Abelson, aconseguí crear l'element sintètic anomenat neptuni (Np), un producte obtingut a partir de l'urani-239, usant el ciclotró instal·lat a Berkeley. Durant la Segona Guerra Mundial va estar implicat en la investigació sobre el radar, sonar i les armes nuclears en el Projecte Manhattan. El 1945 va desenvolupar, així mateix, les idees per a la millora del ciclotró, conduint al desenvolupament del sincrotró.
Al costat de Glenn T. Seaborg va compartir el Premi Nobel de Química de 1951 per a la creació dels primers elements transurànics.